# 北海道旭川商業高等学校
北海道旭川商業高等学校（ほっかいどう あさひかわしょうぎょうこうとうがっこう）は、北海道旭川市曙3条3丁目にある道立高等学校。通称は「旭商」(きょくしょう)。

## 目標

### 教育目標
- 真理と正義を愛し、自主自律の習慣を養う。
- 勤労を尊び、他人と協調して職務を遂行する態度を養う。
- 教養を高め、専門的な技能の練成向上に努める。
- 礼儀を重んじ、誠実明朗で情操豊かな品性を養う。
- 心身共に健康な人間の育成に努める。

### 重点目標
- 自主的に学習する意欲を育てる。
- 規律正しい生活をする習慣を養う。
- 適正な進路を選択する力を養う。

## 沿革
- 1922年 - 北海道旭川商業学校として開校
- 1927年 - 道立に移管、北海道庁立旭川商業学校と改称
- 1948年 - 北海道旭川商業高等学校と改称
- 2010年 - 全日本吹奏楽コンクールで金賞を受賞
- 2013年 - 全国高校生短歌大会で文芸部が団体優勝
- 2016年 - 全国総合文化祭写真部門で写真部が最優秀賞

## 学科
全日制課程
- 流通ビジネス科
- 国際ビジネス科
- 会計科
- 情報処理科

定時制課程
- 商業科

## 部活動
- 運動系
  - サッカー部
  - バレーボール部
  - バスケットボール部
  - ソフトボール部
  - 剣道部
  - 卓球部
  - バドミントン部
  - ソフトテニス部
  - 硬式テニス部
  - 体操部
  - 陸上部
  - 硬式野球部
  - 弓道部
- 文化系
  - ワープロ部
  - 珠算部
  - 簿記部
  - コンピュータ部
  - 商業研究部
  - 写真部
  - 書道部
  - 美術部
  - 演劇部
  - 英語部
  - 家庭部
  - 将棋部
  - 文芸愛好会
  - 華道茶道愛好会
  - 吹奏楽局
  - 図書局

### 特筆される成績
- バスケットボール部
  - インターハイに3回出場、国体に6回出場、ウインターカップに2回出場している。

## 著名な出身者
- 荒憲治郎（経済学者、一橋大学名誉教授）
- 五十嵐広三（元旭川市長、元衆議院議員、元建設大臣、元内閣官房長官）
- 菅原功一（元旭川市長）
- 石田孝（元浜頓別町長）
- 石鉢勝美（元プロ野球選手）
- 佐々木義照（元上湧別町長）
- 野村玲子（ミュージカル女優）
- 八匠衆一（小説家）
- 吉田義勝（1964年東京オリンピックレスリングフリースタイル・フライ級金メダリスト）